# Галерия на Академията за изящни изкуства (Неапол)
Галерията на Академията за изящни изкуства (на италиански: Galleria dell'Accademia (Napoli)) е музейна институция, основана през 1864 г. и разположена в сградата на Академия за изящни изкуства в Неапол, Италия.
Експонатите в музея са от различни исторически периоди, като преобладава броят на създадените през XIX век от студенти на академията.

## История
През 1864 г. академията е прехвърлена първо в сградата на Кралския дворец на науките, в която от 17 март 1861 г. се помещава Националният археологически музей на Неапол, а след това през 1891 г. в сградата на преобразувания по проект на Ерико Алвино манастирски комплекс на улица „Санта Мария ди Константинополи“. За президент на академията е назначен Филипо Палици.
Официалното откриване на галерията обаче е едва през 1916 г., като президент на академията е Винченцо Волпе. По структурни причини галерията е затворена няколко години по-късно и остава недостъпна за обществеността до 1929 г.
Земетресението от 1930 г., събития свързани с Втората световна война и кражбата през втората половина на ХХ век, довеждат до затваряне на галерията. Окончателното повторно отваряне е едва през 2005 г.

## Изложени творби
В историческата галерия са изложени рисунки, картини и статуи от мрамор, бронз и теракота от XVI до XIX век.
Важен брой експонати идват от дарение „Палици“ на Филипо Палици от 1896 г. Дарението включва картини и рисунки предимно от чуждестранни художници като Жан-Батист Камий Коро, Александър-Габриел Декан и Анри Русо.
В допълнение към историческата галерия има Галерията за гипсови отливки със стотици произведения, някои от които редки и с голяма стойност, Регионалната галерия за модерно изкуство с почти 800 произведения, включително картини, рисунки и скулптури, от които почти петстотин картини, над двеста рисунки и около седемдесет скулптури, както и видео раздел.

### Рисунки
Колекцията от рисунки и акварели има 206 броя, рисувани от преподаватели и студенти на академията, като Джачинто Джиганте, Доменико Морели, Антон Сминк ван Питло, Микеле Камарано и Теодоро Дюклер. Има и няколко творби на Джандоменико Тиеполо.

### Стари картини
Най-старата част от колекцията е съставена от 28 картини на художници от Неаполитанската школа по изобразително изкуство, датиращи от XVI век до средата на XVIII век. Произведенията са от периода, в който академията споделя същата сграда, в която е и Кралският музей на Бурбоните, и включва картини като „Света Катерина“ от Матия Прети, „Сан Джироламо“ от Хосе де Рибера, „Бягството от Египе“ от Онофрио Палумбро, „В Катедралата“ от Франсоа-Дидие Номе, „Христос изгонва търговците от храма“ от Вивиано Кодаци, „Портретът на кардинал Николо Антонели“ от Доменико Корви и „Петте сетива“, приписвани на Майстора на „Благовещението на пастирите“.

### Картини от XIX век
Творбите от XIX век са най-многобройни и свидетелстват за важната роля на академията през този период, като са и с различна тематика. Картините са особено разнородни по тема: има пейзажи от Джачинто Джиганте, Теодоро Дюклер, Консалво Карели и Антон Сминк ван Питло, типични за Школата в Позилипо, и от други художници от неаполитанската област, като Джовани Джордано Ланца; висококачествени портрети, включително тези на Жан-Батист Викар, Гаетано Форте и Жозеф-Бонифас Франке; исторически произведения на Доменико Морели, Джузепе Манчинели, Габриеле Змарджаси и Франческо Саверио Алтамура; и накрая картини на Микеле Камарано, Теофило Патини, Едоардо Далбоно, Джоакино Тома, Марко Де Грегорио, Франческо Нети и Луиджи Бацани.

### Картини от XX век
Колекцията се състои от произведения на майстори, свързани с Академията, като Антонио Манчини, Карло Бранкачо, Винченцо Чардо, Саверио Гато, Емилио Ноте и други.

### Скулптури
Тук са изложени работи, изваяни от различни видове материали, като бронз, мрамор и теракота. Има голям брой творби на Винченцо Джемито, които заемат цяла зала, както и творби на Акиле Д'Орси, Тито Анджелини и Джовани Батиста Амендола.

### Друго
Галерията разполага с една бродерия от XVII в., изработена със залепени конци, дело на Мариана Елмо.

## Основни произведения

### Скулптури
Джовани Батиста Амендола
- Каин и съпругата му (бронзов патиниран гипс)

Тито Анджелини
- Ева (1862, мрамор)
- Гола жена (1862 г., мрамор)

Акиле д'Орси
- Бюст на Никола Аморе (теракота)

- Салватор Роза (1871 г., цялостна скулптура в мащаб 1:1 в теракота)

Емилио Франчески
- Ad bestias (бронз)

Винченцо Джемито
- Бюст на Доменико Морели (1874 г., теракота)
- Бюст на Доменико Морели (1926 г., бронз)
- Бюст на Джузепе Верди (1874 г., теракота)
- Бюст на жена (1897 г., бронз)
- Йосиф, продаден от братята си (1874 г., бронзов полурелеф)
- Бюст на Мариано Фортуни (1874 г., бронзова патинирана теракота)
- Пескаториело (1935 г., бронз)
- Глава на Александър Велики (1920, бронз)
- Карл V от Хабсбург (бронз)

Доменико Йоло
- Истината (1898, бронз)

Станислао Листа
- Бюст на архиепископ Сътър (1908 г., теракота)

Едуардо Роси
- Октопод рибар (1894 г., бронз)

Марио Рутели
- Паоло Вети (1890 г., бронз)

Томазо Солари
- Бюст на Тито Анджелини (теракота)

Саверио Гато
- Пияницата (бронз, 1916)

Аугусто Перес
- Нарцис (бронз, 1966)

### Картини
Лука Джордано
- Сватбата в Кана (маслени бои върху платно, скица)

Матия Прети
- Света Екатерина (маслени бои върху платно)

Хендрик ван Зомер
- Свети Йероним (маслени бои върху платно)

Онофрио Палумбо
- Бягство в Египет

Кръгът на Хосе де Рибера
- Свети Лука рисува Богородица

Абрахам Брьогел и сътрудник на художника
- Помона

Жозеф-Бонифас Франк
- Портрет на джентълмен
- Посещение на Везувий

Доменико Корви
- Портрет на кардинал Николо Мария Антонели
- Майстор на Благовещението на пастирите
- Пет сетива

Вивиано Кодаци
- Христос изгонва търговците от храма

Джулио Карпиони
- Танцуващо путо в аркадски пейзаж

Франсоа-Дидие Номе
- Интериор на катедралата

Костанцо Анджелини
- Автопортрет (пастел, ок. 1798)

Антон Сминк ван Питло
- Изглед към Иския

Жан-Батист Викар
- Автопортрет

Гаетано Форте
- Портрет на херцога на Рокаромана
- Семейството на художника

Филипо Палици
- Излизане на животните от ковчега
- Във вилата
- Лъвска глава

Джузепе Палици
- Прекъсната проповед
- Автопортрет

Никола Палици
- Над Сант'Агата ди Соренто

Доменико Морели
- Бежанците на Аквилес

- Полуфигура на арабин

- Портрет на Ахил Камило (маслени бои върху платно 1878-79)

Бернардо Челентано
- Портрет на Микеле Руджеро (маслени бои върху платно 1859 г.)
- Портрет на маркиза Ферарели (маслени бои върху платно 1859 г.)

Саверио Алтамура
- Ангелът, който се явява на Гофредо от изток, по-ярък от слънцето (маслени бои върху платно 1847 г.)
- Автопортрет

Теофило Патини
- Наследникът (маслени бои върху платно ок. 1890 г.)

Джоакино Тома
- Именният ден на учителя (платно 1879 г.)

Микеле Камарано
- Сбиване в Трастевере (маслени бои върху платно, 1887)

- Поетът (маслени бои върху платно 1905 г.)

Едоардо Далбоно
- Легендата за сирените (маслени бои върху платно 1871 г.)

Федерико Малдарели
- Писмото
- Автопортрет

Франческо Нети
- Старинен хор, излизащ от храма (маслени бои върху платно, 1877 г.)
- Жътвата - Жътварите (маслени бои върху платно, 1893-1894)

Гаетано Еспозито
- Портрет на Джачинто Джиганте

Едоардо Тофано
- За именния ден

Антонио Манчини
- Дама в червено

Рафаеле Постильоне
- Христос и Магдалена

Емилио Ноте
- Comunicanda (маслени бои върху платно, 1941)